# Domasław Chrośnic
Domasław Chroślic – kasztelan wyszogrodzki w latach 1271–1288.
Pochodził z rodu pomorskiego. Posiadał synów: Macieja i Marcina.
Kasztelanem wyszogrodzkim został z nadania księcia Pomorza Gdańskiego Mściwoja II po tym, jak w wyniku wojny z 1268–1271 została przez niego zajęta kasztelania wyszogrodzka.
Wojna ta toczyła się między księciem Wielkopolski Bolesławem Pobożnym, a księciem Kujaw inowrocławskich Siemomysłem.
Mściwój Pomorski wmieszał się w ten konflikt, co przyniosło mu w efekcie konkretny nabytek terytorialny w postaci opanowanej kasztelanii wyszogrodzkiej.
Wybór Domasława jest potwierdzeniem związków Wyszogrodu z Pomorzem Gdańskim w tym czasie. Taki stan trwał do maja 1288 r., kiedy w Rzepce doszło do spotkania książąt Mściwoja II i Przemysła II i formalnego przekazania terytorium wyszogrodzkiego (bez Serocka i okolic) księciu wielkopolskiemu w zamian za pewne tereny w Małopolsce (opole skrzyńskie). Wówczas Domasława na urzędzie zastąpiła osoba mianowana przez księcia wielkopolskiego.